# 嘎呀河城址
嘎呀河城址，位于中国吉林省吉林市舒兰市白旗镇嘎呀河村，2007年5月31日公布为第六批吉林省文物保护单位，2013年3月5日公布为第七批全国重点文物保护单位。